# 賀島重郷
賀島 重郷（かしま しげさと）は、江戸時代中期の徳島藩家老賀島家5代当主。
父は蜂須賀家家老・賀島重玄。母は水野成貞の娘。正室は蜂須賀綱通の養女（水野成之の娘）。養子は賀島政之。通称は主水。

## 生涯
万治元年（1658年）、賀島重玄の子として生まれる。寛文3年（1663年）、江戸に出府して幕府の証人となる。寛文5年（1665年）、大名家臣の証人制度廃止により江戸から帰国する。
寛文12年（1672年）、徳島藩主・蜂須賀綱通より部屋住料として2000石を給される。延宝8年（1680年）、父の死去により家督と知行1万石を相続する。天和2年（1682年）、徳島藩主・蜂須賀綱矩の領内巡見の供をする。天和3年（1683年）、仕置家老を拝命する。
貞享元年（1684年）、病により仕置家老を辞任。貞享2年（1685年）8月29日、死去。享年28。家督は従弟の政之が養子となって相続した。

## 系譜
- 父：賀島重玄
- 母：水野成貞の娘
- 正室：蜂須賀綱通の養女（水野成之の娘）
- 養子：賀島政之